# 阿马罗尼
阿马罗尼（義大利語：Amaroni），是意大利卡坦扎罗省的一个市镇。总面积9平方公里，人口1930人，人口密度214.4人/平方公里（2009年）。ISTAT代码为079003。